# Institut pour le développement intellectuel des enfants et des jeunes adultes
L'Institut pour le développement intellectuel des enfants et des jeunes adultes (en persan : کانون پرورش فکری کودکان و نوجوانان ; Kanoon-e Parvaresh-e Fekri-e Koodakan va Nojavanan) est fondé en 1965 en Iran par l'impératrice  Farah Diba et son amie Leyli Amir-Arjomand. À partir d'une activité éditoriale, notamment de traduction de grands textes étrangers, il a développé de multiples activités dans tous les domaines artistiques à destination de la jeunesse. Implanté dans toutes les régions d'Iran, et ayant poursuivi ses activités après la Révolution de 1979 et l'instauration de la République islamique malgré son origine, le Kanoun est surtout connu hors du pays pour son département cinéma, fondé par Abbas Kiarostami et Ebrahim Foruzesh en 1969, et qui a produit un grand nombre des films iraniens importants des années 1970-1990. Parmi les réalisateurs les plus connus, outre Kiarostami et Foruzesh, figurent Amir Naderi, Bahram Beyzai et Mohammad Reza Aslani.

## Quelques films de cette société
- Le Pain et la rue d'Abbas Kiarostami (1970)
- Donya-ye divane divane divane de Noureddin Zarrinkelk (1975)
- Le Coureur d'Amir Naderi (1985)
- Où est la maison de mon ami ? d'Abbas Kiarostami (1987)
- Close-up d'Abbas Kiarostami (1990)
- Et la vie continue d'Abbas Kiarostami (1991)
- Les Enfants du pétrole d'Ebrahim Forouzesh (2003)
- Bashu, le petit étranger de Bahram Beyzai (2005)